# Chrousa
Chrousa  este un oraș în Grecia în Prefectura Arcadia.